# Козюля Іван Корнилович
Іван Корнилович Козюля (4 (17) червня 1909, станиця Рогівська Темрюкського відділу Кубанської області, тепер Краснодарського краю, Російська Федерація — 20 липня 1984, місто Москва) — український радянський діяч,  депутат Верховної Ради УРСР 3-го скликання, депутат Верховної Ради РСФСР 4-го скликання. Член ЦК КПУ в 1952—1956 роках.

## Біографія
Народився в родині робітника-каменяра. Трудову діяльність розпочав у 1928 році підручним слюсаря-водопровідника заводу імені Ілліча в місті Маріуполі. У 1930—1933 роках — на будівництві заводу «Азовсталь» в Маріуполі: бригадир водопровідників, розцінник, майстер, одночасно вчився у Маріупольському вечірньому будівельному технікумі.
Член ВКП(б) з 1932 року.
У 1933—1936 роках — кресляр, практикант-конструктор проектно-технічного відділу заводу. У 1936—1937 роках — інженер-конструктор філіалу Державного інституту проектування металургійних заводів на будівництві «Азовсталі».
У 1941 році закінчив Харківський інженерно-будівельний інститут. Після закінчення інституту працював у ньому асистентом.
У 1942—1943 роках — начальник будівельного відділу проектної організації «Карагандашахтопроект». У 1943—1944 роках — головний інженер тресту «Укрпромбудпроект» Наркомату житлово-цивільного будівництва УРСР у місті Харкові. У 1944—1945 роках — заступник начальника технічного управління Наркомату житлово-цивільного будівництва УРСР.
У 1945—1948 роках — представник УРСР в Адміністрації відбудови і допомоги Об'єднаних Націй (ЮНРРА) у Вашингтоні (США). У 1948—1949 роках — начальник технічного управління Наркомату житлово-цивільного будівництва УРСР.
27 травня 1949 — 19 лютого 1954 року — міністр житлово-цивільного будівництва Української РСР.
З 19 лютого по серпень 1954 року — заступник голови Ради Міністрів Української РСР.
4 серпня 1954 — 10 травня 1957 року — міністр міського і сільського будівництва СРСР.
У 1957—1960 роках — начальник Головмособлбуду. Одночасно у 1958-1959 роках — 1-й заступник голови виконавчого комітету Московської обласної ради депутатів трудящих.
У 1960—1961 роках — член колегії Держбуду СРСР — начальник Головного управління стандартного домобудування і меблевої промисловості при Держбуді СРСР. У 1961—1962 роках — начальник Головного управління по проектуванню сільських будівель і споруд. У 1962—1967 роках — заступник голови Держбуду СРСР.
У 1967—1975 роках — 1-й заступник міністра сільського будівництва СРСР. З 1976 року — начальник Головного управління по будівництву і заступник голови Оргкомітету XXII літніх Олімпійських ігор в Москві.
З 1981 року — на пенсії. У 1982 — 20 липня 1984 року — заступник начальника відділу організації і технології будівельного виробництва Держбуду СРСР.
Помер 20 липня 1984 року після тривалої хвороби в Москві. Похований на Ново-Донському цвинтарі Москви.

## Нагороди
- орден Леніна
- орден Жовтневої Революції (1979)
- три ордени Трудового Червоного Прапора
- медалі
- Заслужений будівельник РРФСР